# Просечка Вас
Просечка Вас (словен. Prosečka vas) — поселення в общині Пуцонці, Помурський регіон, Словенія. Висота над рівнем моря: 263,6 м.